# Open Your Eyes (Lied)
Open Your Eyes (englisch für „Öffne deine Augen“) ist ein Lied der deutschen Crossover-Band Guano Apes. Der Song ist die erste Singleauskopplung ihres Debütalbums Proud like a God und wurde am 25. August 1997 veröffentlicht.

## Inhalt
Im Lied geht es darum, sich selbst und sein Handeln zu hinterfragen. So soll man die Augen öffnen und sich nicht für etwas Besseres halten als andere. Man soll anderen helfen und seine Träume leben, statt in sich selbst gefangen zu sein und nur schnell erwachsen zu werden.

“Hide your face forever

Dream and search forever

[…]

Open your eyes, open your mind

Proud like a God, don’t pretend to be blind

Trapped in yourself, break out instead

Beat the machine that works in your head”

## Produktion
Das Lied wurde von dem deutschen Musikproduzenten Wolfgang Stach produziert. Der Text wurde von Sängerin Sandra Nasić geschrieben und die Musik von den Guano Apes komponiert.

## Musikvideo
Bei dem zu Open Your Eyes gedrehten Musikvideo führte Jeannine Panaccione Regie.
Es zeigt die Band, die das Lied im Foyer eines Hotels ohne Publikum spielt, während die Angestellten nur gelangweilt umherlaufen und staubsaugen. Mehrmals kommt ein Kontrolleur vorbei, vor dem die Mitarbeiter versuchen professionell zu wirken. Eine weitere Szene zeigt Sandra Nasić in einem Glaskasten, während sie die Scheibe abtastet.

## Single

### Covergestaltung
Das Singlecover zeigt die vier Bandmitglieder – im Vordergrund Sängerin Sandra Nasić und weiter hinten, an einer Mauer, Henning Rümenapp, Dennis Poschwatta und Stefan Ude. Links oben im Bild befindet sich der rote Schriftzug Guano Apes und rechts unten der Titel Open Your Eyes in Dunkelblau. Der Hintergrund ist hellblau gehalten.

### Titelliste
1. Open Your Eyes – 3:09
2. We Use the Pain – 2:32
3. Wash It Down – 3:08

### Chartplatzierungen
Open Your Eyes stieg am 9. Februar 1998 auf Platz 88 in die deutschen Charts ein und erreichte am 23. März 1998 mit Rang 5 die höchste Position. Insgesamt konnte sich der Song 24 Wochen lang in den Top 100 halten, davon fünf Wochen in den Top 10. In den deutschen Jahrescharts 1998 belegte die Single Platz 33. Zudem erreichte Open Your Eyes die Top 20 in Österreich, der Schweiz, Belgien und den Niederlanden.
| ChartsChartplatzierungen | Höchstplatzierung | Wochen |
| ------------------------ | ----------------- | ------ |
| Deutschland (GfK)        | 5 (24 Wo.)        | 24     |
| Österreich (Ö3)          | 10 (14 Wo.)       | 14     |
| Schweiz (IFPI)           | 11 (18 Wo.)       | 18     |

| ChartsJahrescharts (1998) | Platzierung |
| ------------------------- | ----------- |
| Deutschland (GfK)         | 33          |

### Verkaufszahlen und Auszeichnungen
Open Your Eyes wurde im Jahr 1999 für mehr als 250.000 Verkäufe in Deutschland mit einer Goldenen Schallplatte ausgezeichnet.

| Land/Region        | Auszeichnungen für Musikverkäufe (Land/Region, Auszeichnung, Verkäufe) | Verkäufe |
| ------------------ | ---------------------------------------------------------------------- | -------- |
| Deutschland (BVMI) | Gold                                                                   | 250.000  |
| Insgesamt          | 1× Gold ·                                                              | 250.000  |